# Natalie Clein
Natalie Clein (née le  25 mars 1977 à Poole, Dorset) est une violoncelliste britannique.

## Biographie
Sa mère est violoniste professionnelle.  
Natalie Clein a commencé à jouer du violoncelle à l'âge de six ans, et a étudié avec Anna Shuttleworth et Alexander Baillie au College royal  de musique, où elle a reçu la  bourse d'études de la Reine Elizabeth Bowes-Lyon. Elle a également étudié avec Heinrich Schiff à Vienne.
Après avoir remporté le concours des jeunes musiciens de la BBC  en 1994 avec son interprétation du concerto pour violoncelle d’Edward Elgar, Natalie Clein a été la première gagnante  britannique du Concours Eurovision des jeunes musiciens de Varsovie, jouant la sonate de  Dmitri Chostakovitch et le concerto d’Elgar. 
Elle a également remporté le prix  Ingrid zu Solms Culture de l’académie Kronberg en  2003 et le Classic BRIT Awards pour les jeunes artistes britanniques en 2005.
Natalie Clein a fait ses débuts au Proms en août 1997, avec l'exécution du Concerto pour violoncelle en ut majeur de Haydn avec Sir Roger Norrington et l’Orchestre national de chambre des jeunes de Grande-Bretagne.
En 1999, elle a été invitée à rejoindre la BBC Radio 3 . Elle joue aussi régulièrement avec des musiciens tels Julius Drake, Martha Argerich, Ian Bostridge, Simon Keenlyside, Imogen Cooper, Lars Vogt, Isabelle Faust, Anthony Marwood, le Quatuor Belcea et Leif Ove Andsnes, et est la directrice artistique du festival de musique de chambre de Purbeck ,.
Natalie Clein a collaboré avec la romancière Jeanette Winterson sur une présentation utilisant les Variations Goldberg de Bach en liaison avec le texte de Winterson . 
Elle a également travaillé avec le chorégraphe et danseur Carlos Acosta.
Natalie Clein a publié un enregistrement de la  sonate pour violoncelle seul de  Kodály en 2009 avec  Hyperion Records. Auparavant, elle avait enregistré avec EMI Classics, un récital de sonates pour violoncelle de Brahms et Schubert avec Charles Owen (2004) ainsi qu'un enregistrement des sonates pour violoncelle  de Chopin et Rachmaninov avec Charles Owen également  (2006). Son enregistrement du  Concerto pour violoncelle d'Edward Elgar, en l'honneur du 150e anniversaire de la naissance d’ Elgar, a été publié en 2007,. En  2010, c'est l'enregistrement de deux concertos pour violoncelle de Camille Saint-Saëns avec le BBC Scottish Symphony Orchestra et Andrew Manze avec Hyperion records ,.
Natalie Clein a rejoint le corps professoral du Trinity College of Music de Londres en septembre 2009.
Natalie Clein joue sur un violoncelle « Simpson » Guadagnini (1777).